# برنامج إصدار الطوابع
برنامج إصدار الطوابع، هو البرنامج الخاص بأي مؤسسة بريدية وهو اصطلاح شامل لكامل عمليات إصدار طوابع البريد وتوزيعها من قبل المؤسسة. ويشمل اتخاذ القرار بشأن الطوابع التي ستصدر منها، وأسعار البريد التي ستدفعها، وتصميم الطوابع البريدية، والطباعة، والدعاية للطوابع الجديدة. ويدار برنامج طوابع البريد بشكل عام من قبل إدارة متخصصة داخل المنظمة، والتي توازن بين طلبات بقية المنظمة، وحكومة الدولة، وجامعي الطوابع، والجمهور الذي يشتري الطوابع ويستخدمها بالفعل.

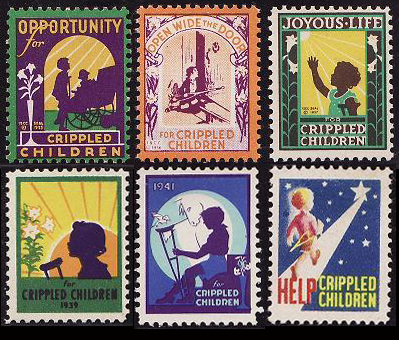
مجموعة طوابع
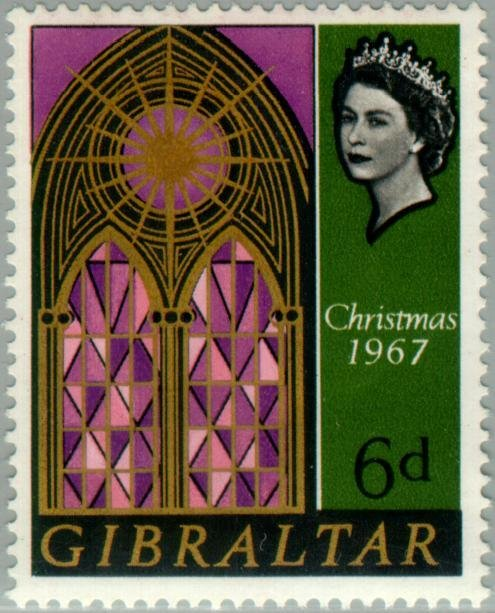
اعياد الميلاد في بريطانيا 1967
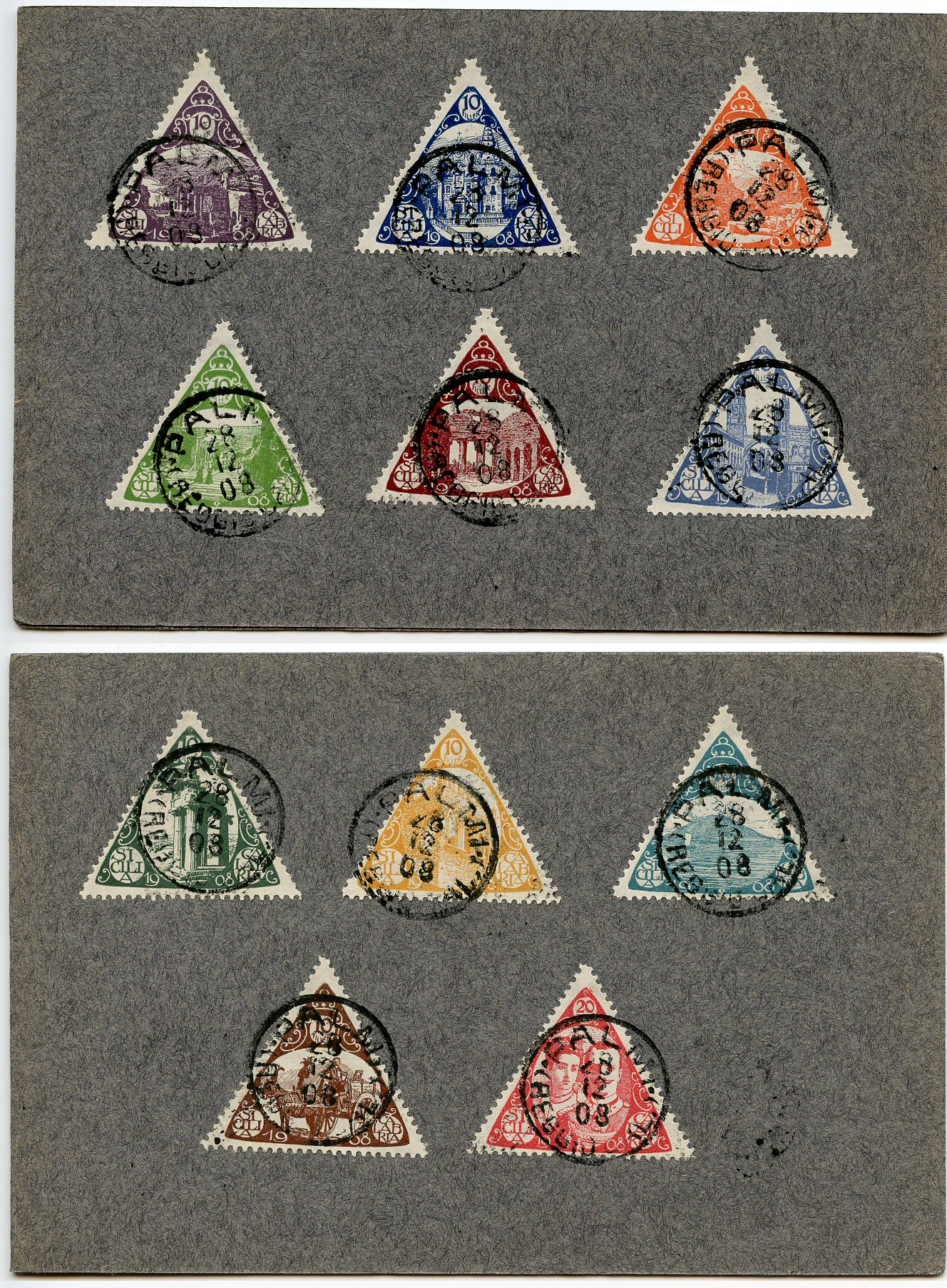
ملصقات زلزال ميسينا الخيري 1908
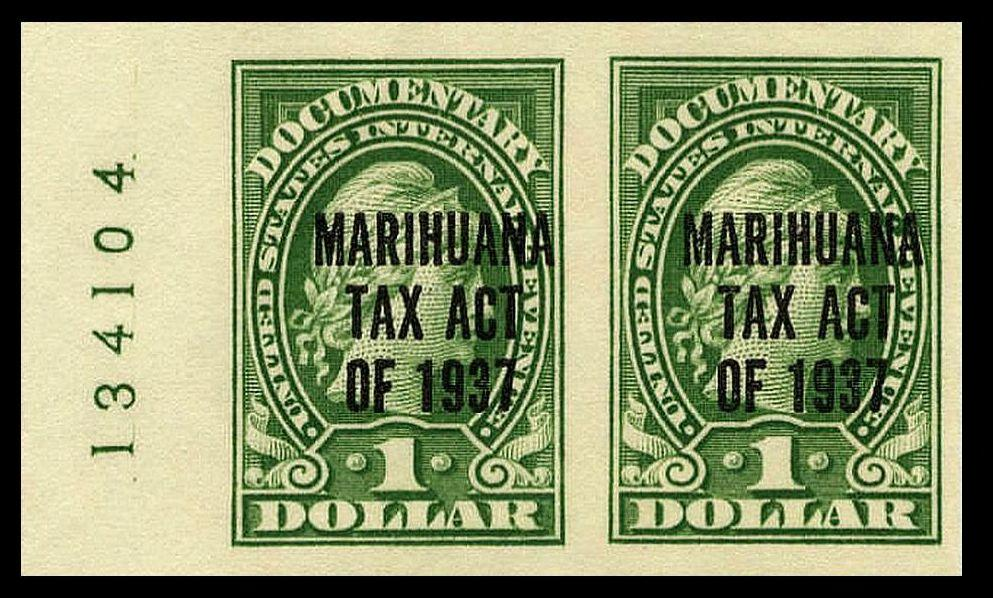
طابع بقيمة واحد دولار 1937 مؤقت صادر من الولايات المتحدة
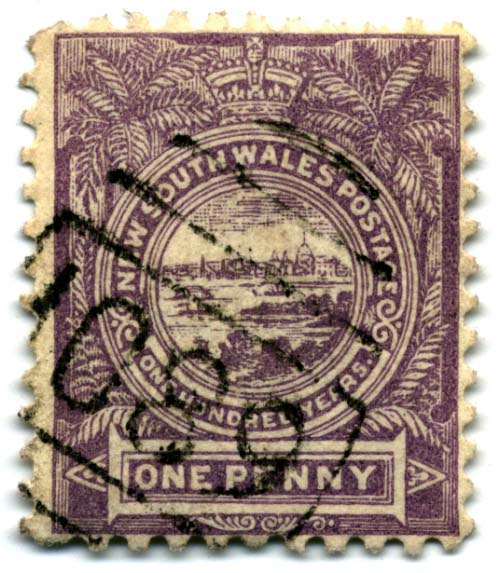
أول طابع تذكاري لنيو ساوث ويلز الجنوبية، سنة 1888
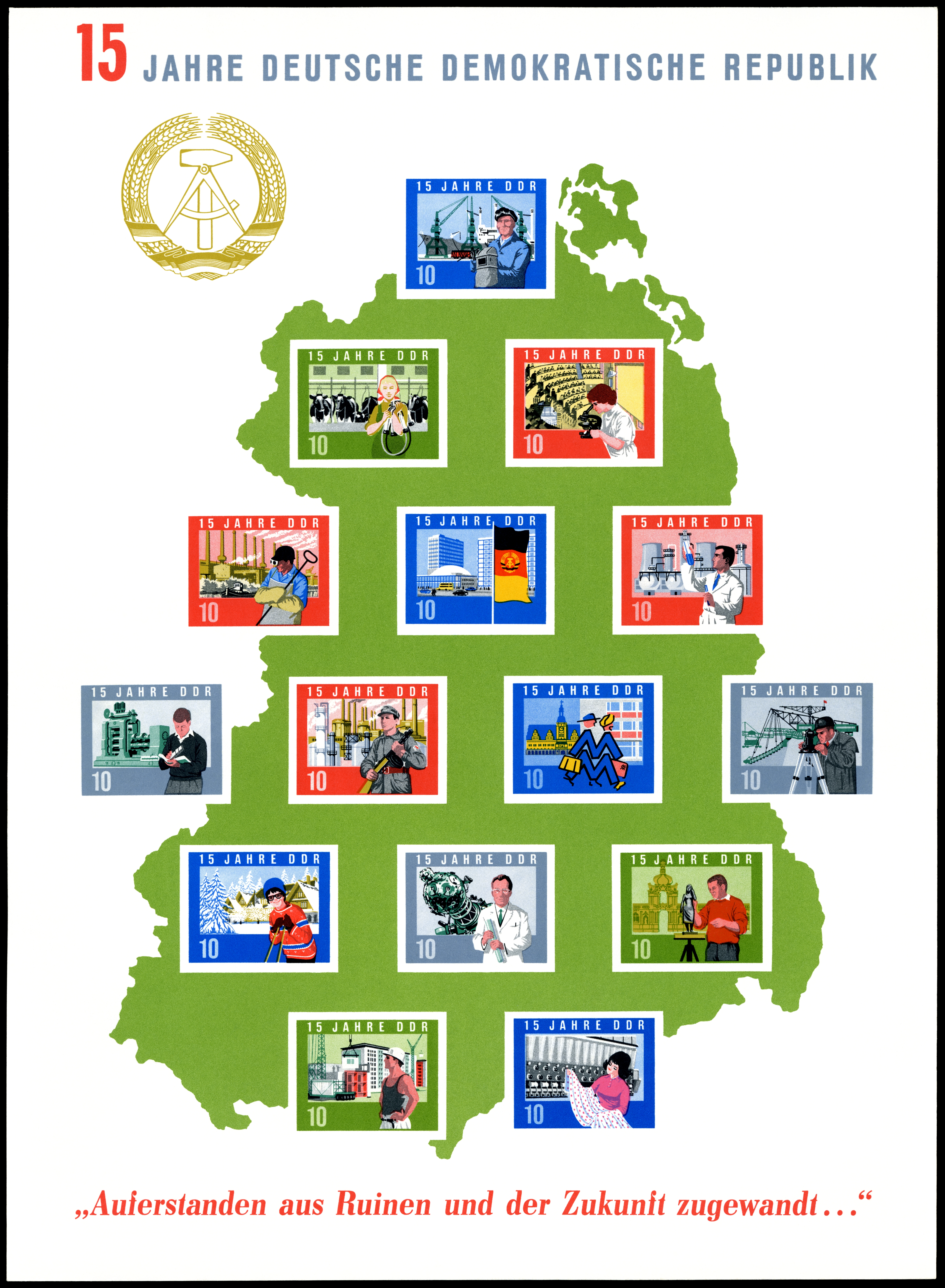
بطاقة تذكارية من عام 1964

في البداية، كان اختيار الطوابع البريدية التي سيجري اصدارها في المقام الأول مدفوعاً بالتغييرات التي تطرأ على أسعار البريد، وبالتغييرات الكبيرة التي تطرأ على الحكومة (على سبيل المثال، كان انضمام ملك جديد يعني أن صورة الطابع يجب أن تتغير). تُظهر نتائج البحث أن العملية كانت في كثير من الأحيان متسرعة وتفاعلية للغاية، وأحيانًا لم يكن ينقضي سوى بضعة أيام أو أسابيع قليلة بين تحديد الحاجة وبداية الطباعة والتوزيع.
وعلى مدار القرن العشرين، صارت العملية أكثر تنظيماً؛ فعلى سبيل المثال، ثبت أنه من الممكن بيع المزيد من الطوابع التذكارية إذا ابلغ الجمهور رسمياً بتوافرها، وهو ما ألهم احتفالات اليوم الأول للإصدار. وفي المقابل، كان التوافر المتزامن على الصعيد الوطني يعني أن كل شيء كان يجب التخطيط لهُ مسبقاً. كما اكتشفت إدارات البريد أيضًا أن جامعي الطوابع التذكارية ليسوا بئرًا لا ينضب من المال، وأن الإصدارات الزائدة عن الحاجة من الطوابع لن تشترى، لذا فقد قرروا مسبقًا كمية وعدد الطوابع التي ستعرض في السوق بشكل مناسب ومعقول.
والنتيجة هي أن الكثير من برامج إصدار وطبع الطوابع خلال السنة معروف، ويمكن الإعلان عنه مسبقًا. ففي عام 2005، على سبيل المثال، أعلنت هيئة البريد الكندية عن طوابعها لعام 2006 في شهر تموز/يوليه 2005، بينما أعلنت هيئة بريد الولايات المتحدة عن ذلك في نهاية تشرين الثاني/نوفمبر 2005.
لا يحول وجود برنامج معلن مسبقاً دون حدوث تغييرات في اللحظة الأخيرة؛ فقد أصدرت دائرة الطوابع البريدية الأمريكية في 10 ديسمبر 1997، أي بعد حوالي خمسة أشهر من هبوط الأسعار، بينما صدر طابع "متحدون نقف" رداً على هجمات 11 سبتمبر 2001 في 2 أكتوبر، أي بعد ثلاثة أسابيع فقط من الهجوم.